# Melanie Ahlemeier
Melanie Ahlemeier (* 1974 in Ostwestfalen-Lippe) ist eine deutsche Journalistin.

## Werdegang
Ahlemeier wuchs in Ostwestfalen-Lippe auf und studierte nach einer Ausbildung zur Industriekauffrau Soziologie und Sozialpsychologie. Nach einem Volontariat bei der Deutschen Presse-Agentur arbeitete sie als Redakteurin und Onliner vom Dienst bei der Financial Times Deutschland, als Ressortleiterin Wirtschaft/Geld bei sueddeutsche.de sowie als Nachrichtenchefin und Chefredakteurin bei der Nachrichtenagentur dapd in Berlin. Anschließend war Ahlemeier Ressortleiterin Nachrichten bei der Bild, danach Wirtschaftsredakteurin/Blattmacherin bei der Süddeutschen Zeitung. Zuletzt war sie Newsroomchefin und stellvertretende Chefredakteurin beim Mannheimer Morgen. Seit Januar 2019 ist Ahlemeier Chefin vom Dienst bei Spiegel Online.
Von 2014 bis 2016 gehörte Ahlemeier dem Vorstand von Pro Quote an.